# Fastlane (2016)
Fastlane (2016) là một sự kiện pay-per-view đấu vật chuyên nghiệp và sự kiện của WWE Network sản xuất bởi WWE, diễn ra ngày 21 tháng 2 năm 2016 tại Quicken Loans Arena ở Cleveland, Ohio. It was the second event in the Fastlane chronology.
Sự kiện có 8 trận đấu diễn ra (bao gồm cả pre-show). Trong sự kiện chính, Roman Reigns đánh bại Brock Lesnar và Dean Ambrose trong trận Triple Threat để trở thành ứng viên số 1 tranh đai WWE World Heavyweight Championship đối mặt với Triple H tại WrestleMania 32.

## Kết quả
| #                                                                                     | Kết quả | Thể loại | Thời gian |
| ------------------------------------------------------------------------------------- | --- | --- | --------- |
| 1P                                                                                    | Kalisto (c) đánh bại Alberto Del Rio 2–1                                                                               | Trận đấu Two-out-of-three falls tranh đai WWE United States Championship                                          | 15:02     |
| 2                                                                                     | Becky Lynch và Sasha Banks đánh bại Team B.A.D. (Naomi và Tamina) bằng đòn khóa                                        | Trận đấu đồng đội                                                                                                 | 09:50     |
| 3                                                                                     | Kevin Owens (c) đánh bại Dolph Ziggler                                                                                 | Trận đấu đơn tranh đai WWE Intercontinental Championship                                                          | 15:10     |
| 4                                                                                     | Big Show, Kane, và Ryback đánh bại The Wyatt Family (Braun Strowman, Erick Rowan và Luke Harper) (cùng với Bray Wyatt) | Trận đấu đồng đội 6 người                                                                                         | 10:37     |
| 5                                                                                     | Charlotte (c) (cùng với Ric Flair) đánh bại Brie Bella bằng đòn khóa                                                   | Trận đấu đơn tranh đai WWE Divas Championship                                                                     | 12:30     |
| 6                                                                                     | AJ Styles đánh bại Chris Jericho bằng đòn khóa                                                                         | Trận đấu đơn | 16:25     |
| 7                                                                                     | Curtis Axel (cùng với Adam Rose, Bo Dallas và Heath Slater) đánh bại R-Truth                                           | Trận đấu đơn | 02:23     |
| 8                                                                                     | Roman Reigns đánh bại Brock Lesnar (cùng với Paul Heyman) và Dean Ambrose                                              | Trận đấu Triple Threat để xác định ứng viên số 1 tranh đai WWE World Heavyweight Championship tại WrestleMania 32 | 16:49     |
| - (c) – chỉ người vô địch bước vào trận đấu - P – chỉ trận đấu diễn ra trong pre-show | | |           |

## Nhân sự trên màn ảnh khác
| Bình luận viên - Michael Cole (PPV) - John Bradshaw Layfield (Pre-show + PPV) - Byron Saxton (Pre-show + PPV) - Mauro Ranallo (Pre-show) - Carlos Cabrera (tiếng Tây Ban Nha) - Marcelo Rodríguez (tiếng Tây Ban Nha) Bàn Pre-show - Renee Young - Corey Graves - Booker T - Jerry Lawler Người phỏng vấn - JoJo | Ring announcer - Lilian Garcia - Eden - Tony Chimel Trọng tài - John Cone - Darrick Moore - Chad Patton - Dan Engler - Rod Zapata - Mike Chioda |